# ウェストプラザ長野
ウェストプラザ長野（ウェストプラザながの）は長野県長野市末広町の長野駅前にある建築物。ドン・キホーテ長野駅前店などが入居する。

## 沿革
長野駅善光寺口近くの利便性の高い立地であるが、従前は低層の木造住宅や食堂などが建ち利用度は低かった。1973年に長野駅前A地区再開発準備組合が発足、1974年10月に市街地再開発事業の都市計画が決定したが具体的な進展はなかった。
長野オリンピックの1998年開催が決定し、再開発事業が動き出すことになる。1995年に、A地区をA-1地区～A-3地区に3分割した。本ビルはA-2街区にあたる。1996年7月24日に、同地でタクシー会社を経営していた宇都宮健雄ら地権者9人により、株式会社ウェストプラザ長野設立。同年8月30日に起工式を実施、1997年11月28日に竣工した。
その後A-1街区には2006年に分譲住宅や飲食店・業務施設からなる「A-One City」、A-3街区には2010年にホテルサンルート長野などが入る「Nacs末広」が竣工した。
年表
- 1973年（昭和48年）- 長野駅前A地区再開発準備組合発足
- 1974年（昭和49年）10月 - 市街地再開発事業の都市計画決定
- 1996年（平成8年）
  - 7月24日 - 株式会社ウェストプラザ長野設立
  - 8月30日 - 起工
- 1997年（平成9年）11月28日 - 竣工。翌月に平安堂新長野店などが開業
- 2015年（平成27年）
  - 3月14日 - 2階デッキにJR長野駅ビル「MIDORI」と直結する歩道橋が接続
  - 7月16日 - 建物正面の広告枠に、大型デジタルサイネージ「abn 駅前ビジョン」を設置
- 2016年（平成28年）9月11日 - 2階〜4階に入居していた平安堂長野店が移転のため撤退
- 2017年（平成29年）9月1日 - 2階〜4階にドン・キホーテ長野駅前店が開業[7]

## 建築
地上10階・地下1階建で、地下には駐輪場が開設されている。建物外観は善光寺門前の行灯をイメージしたデザインで、交差点に面して長野朝日放送の大型デジタルサイネージ「abn 駅前ビジョン」が設置されている。
2階デッキは南側にJR長野駅ビル「MIDORI」と直結する歩道橋、北側は隣接するNacs末広につながるデッキ通路が接続しており、JR長野駅から末広町交差点方面まで地上に下りずに通り抜けることができる。また、2階デッキ南東側には地上につながるエスカレーターがあり、長野駅前交差点路上から直接2階店舗に入ることができる。
2006年、電力会社からの指摘を機に省エネルギー化の取り組みを開始。LED照明の導入や高効率の空調機器への交換により、2013年にはの原油換算で対2006年比のエネルギー使用量32%減を実現した。

## テナント
詳細は公式サイトのフロアガイドを参照。
- 10階〜9階 - 居酒屋・宴会場
- 8階〜7階 - 積水ハウス長野支店
- 6階 - 医院ほか
- 5階 - 貸しホールほか
- 4〜2階 - ドン・キホーテ長野駅前店
- 1階
  - アルピコ交通長野駅前案内所
  - 長野駅前郵便局
  - 地権者の関係の店舗[2]
- 地下1階 - 駐輪場

### 過去のテナント
完成当初は、5階の半分と6階全面に、長野オリンピックのスポンサーの日本コカ・コーラ社が現地事務所を置いた。2階から4階にかけては書店の平安堂長野店が入居していたが、2016年9月11日に閉店。同年11月17日に近隣のながの東急百貨店別館cher-cher内に移転オープンした。